# Department of Climate Change and Energy Efficiency
Das Department of Climate Change and Energy Efficiency (deutsch: Ministerium für Klimawandel und Energieeffizienz) war ein Ministerium der australischen Bundesregierung, das bis 2013 von Minister Greg Combet von der Australian Labor Party (ALP) geführt wurde.
Seitdem ist unter der konservativen Regierung das Department of Industry, Innovation, Climate Change, Science, Research and Tertiary Education für die Umweltpolitik zuständig.

## Aktuelle Klimapolitik
Australien zählt zu den größten Emittenten von CO2 pro Kopf der Bevölkerung der Welt. 80 % der Energieerzeugung Australiens basiert auf Kohle. Ferner gibt es in Australien keine Atomkraftwerke und es ist nicht beabsichtigt, welche zu bauen, andererseits zählt Australien zu den Ländern mit den größten Volumina im Uranabbau.
Im Juli 2011 gab die australische Premierministerin Julia Gillard bekannt, dass die ALP-Regierung bis 2050 den CO2-Ausstoß um 80 % anstatt der bisher im Jahr 2000 verkündeten 60 % senken will. Zur Zielerreichung soll auch Energie aus dem Ausland eingekauft werden können. Bob Brown, der Parteivorsitzende der Australian Greens bekundete, dass damit Australien zu einer der führenden Nationen in der Klimapolitik werde. Eingeführt wurde eine in Australien umstrittene CO2-Steuer ab Juli 2012, die drei Jahre später von einem Emissionshandel abgelöst werden soll. Die Einführung des umstrittenen Emissionshandels hatte bereits zur Absetzung des vorherigen ALP-Premierministers Kevin Rudd durch die eigene Partei geführt.
Etwa 500 Unternehmen, die 60 % der australischen CO2-Emissionen verursachen, werden zu dieser Steuer herangezogen. Die Carbon tax genannte Steuer beträgt etwa 17 Euro je Tonne CO2-Ausstoß. Da diese Kosten an die Verbraucher zum größten Teil weitergegeben werden, hat die Regierung Steuererleichterung für die mittleren und niedrigen Einkommen sowie Unterstützungsleistungen beschlossen, die etwa 90 % der australischen Haushalte erhalten sollen.
Der soziale Finanzausgleich besteht hierbei aus einem Maßnahmenpaket: 
- Bereits vor Einführung der Carbon tax ab Juli 2012, ab Mai 2012, wurde eine Kompensation an die weniger einkommensstarken Teile der Bevölkerung Australiens ausgezahlt (lump sum bonus (re-)payments). Diese CASH bonuses (auch Clean Energy Advance genannt) sind eine ähnliche Rückvergütung wie für die CO2-Lenkungsabgabe in der Schweiz. Also Pro-Kopf-Pauschalbeträge, ähnlich wie es auch für den Ökobonus bezüglich der Ökosteuern in Deutschland und Europa diskutiert wird: 100 AU $ je Kind, bis zu 300 AU $ für Bedürftige pro Jahr. In Australien sind diese Zahlungen anders als in der Schweiz mit einer Bedürftigkeitsprüfung verbunden.
- Steuererleichterungen von 300 AU $ pro Jahr für über 6 Millionen Australier mit Einkommen weniger als 80.000 AU $.
- Darüber hinaus erhielten Teilzeit-Arbeitende, Studenten, nicht Vollzeit arbeitende Alleinerziehende, sowie Rentner Vorteile, weil die Regierung ab Juli 2012 eine Anhebung des Steuerfreibetrags von 6.000 AU $ auf 18.000 AU $ beschloss ($336 pro Woche).

Die Regierung habe mit der Bonus-Zahlung aus dem Scheitern der Vorgängerregierung gelernt. Finanzminister Wayne Swan sagte, die Regierung verstehe die Bedenken bezüglich der möglichen Lebenshaltungskosten aufgrund der CO2-Steuer („that the Government understood families' concerns about the potential cost-of-living impact of the carbon tax“).
Die sozialpolitischen Maßnahmen ergänzen das "Household Assistance Package" und sind in einen weitreichenden Plan für die zukünftige Entwicklung der erneuerbaren Energien eingebunden ("Clean Energy Future Plan").

## Geschichte
Ein erstes Department of Climate Change wurde am 3. Dezember 2007 von der australischen Regierung beschlossen und am 8. März 2008 nach dem Regierungswechsel, dem sog. Ablauf der Machinery of Government Changes, als neues Ministerium mit dem Namen Department of Climate Change and Energy Efficiency etabliert.

## Politikansatz des Ministeriums
Die Politik dieses ALP-geführten Ministeriums basiert auf einem Corporate-Plan 2010/2011 mit drei Säulen:
- Energieeinsparung durch

1. Etablierung eines Preises für den CO2-Ausstoß
2. Verbesserung der Energieeffizienz
3. Förderung erneuerbarer Energie, Reduzierung CO2-erzeugender Energie

- Anpassung durch

1. Erneuerung von Bundespolitik und Programmatik
2. Förderung von Wissenschaft und Information
3. Durchführung einer nationalen Reform

- Internationales Engagement

1. Multilaterale Verhandlungen unter der Klimarahmenkonvention der Vereinten Nationen (UNFCCC)
2. Strategische Partnerschaften